# Уорриор (БМП)
Уорриор (англ. Warrior — воин), проектное обозначение MCV-80 — британская боевая машина пехоты. По внутренней сквозной системе обозначений британской бронетехники имеет индекс FV510. БМП разработана в 1977—1983 годах фирмой GKN Sankey по заказу британской армии для замены машин на базе FV430 в механизированных частях и артиллерии. Серийное производство «Уорриора» для британской армии велось с 1985 по 1994 год, всего было выпущено более 1 тыс. машин этого типа, включая специализированные варианты на его базе. В их число входят 254 БМП, выпущенных для Кувейта. «Уорриор» использовался британскими войсками в войнах в Персидском заливе, Афганистане и Ираке и по состоянию на 2008 всё ещё продолжает оставаться единственной БМП британской армии.
В ходе локальных конфликтов  00-х годов выявился ряд недостатков, связанных, главным образом, с комплексом вооружения БМП «Уорриор». К ним относятся: отсутствие стабилизации 30-мм пушки L21A1 Rarden; отсутствие в боекомплекте пушки 30-мм патрона с оперенным снарядом и, соответственно, неспособность поражать бронезащиту перспективных бронецелей; неспособность подавления огнём 30-мм пушки спешенной танкоопасной живой силы.

## Варианты
- FV510 Infantry Section Vehicle — боевая машина пехоты. Произведено 489 (включая 105 единиц СПТРК оснащённых Milan, а затем Javelin.[3])
- FV511 Infantry Command Vehicle — командно-штабная машина. Произведено 84 единицы.
- FV512 Mechanised Combat Repair Vehicle — бронированная ремонтная машина. Находится на оснащении Королевских инженеров-электриков и механиков в пехотных батальонах. Оснащён 6.5-тонным краном + электроинструментами и способен буксировать прицеп с двумя Уорриор или одним Челленджер 2. Произведено 105 единиц.
- FV513 Mechanised Recovery Vehicle (Repair) — бронированная ремотно-эвакуационная машина. Также в ведении REME. Оснащён 20-тонной лебёдкой и 6.5-тонным краном + электроинструменты. Может выполнять функции FV512.
- FV514 Mechanised Artillery Observation Vehicle — машина артиллерийской разведки (подвижный разведывательный пункт). Находится в ведении Королевской артиллерии в качестве артиллерийского наблюдательного поста. Оснащён радаром MSTAR и системами определения азимута PADS. Вооружение — 7.62-мм пулемёт L7. Произведено 52 единицы.
- FV515 Battery Command Vehicle — машина управления огнём артиллерии батарейного звена. Произведено 19 единиц.
- Desert Warrior — экспортная модификация для Кувейта. Приспособлен к условиям пустынной местности. Оснащён башнями Delco с LAV-25 вооружённой 25-мм пушкой M242 Bushmaster и спаренным 7.62-мм пулемётом. Также на башне установлены 2 ПУ с птурами TOW. Кувейт приобрёл 254 бронемашины.
- Warrior 2000 — модификация для швейцарской армии. Серийно не производилась. На неё предполагалось установить башню Delco или Land Systems Hagglunds E30 с 30-мм пушкой Bushmaster II Mark 44. Машина имела усиленное бронирование, цифровую СУО и более мощный двигатель.

## Замена
Министерство обороны Великобритании отказалось от планов модернизации БМП и намерено заменить к середине 2020-х гг. все БМП «Уорриор» по мере поступления ББМ «Боксёр».

## Операторы
- Великобритания — 388 единиц БМП FV510 Warrior; КШМ FV511 Warrior (CP); БРМ FV514 Warrior (OP); артиллерийских КШМ FV515 Warrior (CP). 41 единица эвакуационных машин FV513 Warrior. 105 ремонтных машин FV512 Warrior по состоянию на 2024 год.[6]
- Кувейт — 236 единиц Desert Warrior, включая варианты по состоянию на 2024 год.[7]